# Remigio Crescini

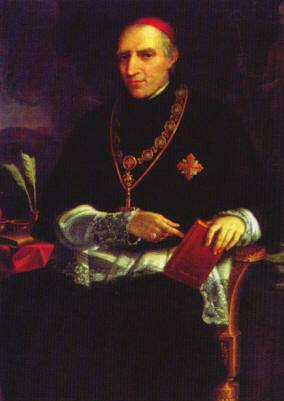
Remigio Kardinal Crescini OSB

Remigio Crescini OSB (* 5. Mai 1757 in Piacenza; † 20. Juli 1830 in Montefiascone) war ein italienischer Geistlicher, Bischof von Parma und Kardinal der Römischen Kirche.

## Leben
Er trat in die Benediktiner-Abtei Montecassino ein und legte dort am 13. November 1774 die Profess ab.
Am 23. Juni 1828 wurde Remigio Crescini zum Bischof von Parma berufen. Die Bischofsweihe spendete ihm am 6. Juli desselben Jahres der Kardinalbischof von Palestrina, Giuseppe Spina; Mitkonsekratoren waren Federico Guarini OSB, Bischof von Venosa, und Kurienbischof Peter Augustine Baines OSB.
Papst Pius VIII. kreierte ihn im Konsistorium vom 27. Juli 1829, dem ersten dieses Papstes überhaupt, zum Kardinalpriester. Den Kardinalshut und die Titelkirche San Giovanni a Porta Latina erhielt Remigio Crescini am 5. Juli 1830.
Nur zwei Wochen später starb er auf der Rückreise von Rom nach Parma im Hotel Aquila Bianca in Montefiascone an einer Magenkrankheit.